# 곡성소방서
곡성소방서는 전라남도 곡성군을 관할하는 소방서이다.

## 연혁
- 2023년 8월 25일 임시청사(곡성읍 학교로 7)에서 개서 및 업무 시작.
- 2024년 1월 19일 곡성소방서개청

## 관할센터및관할구역
- 곡성119안전센터: 곡성읍 고달면 목사동면 삼기면 석곡면 오곡면 죽곡면
- 석곡119지역대: 석곡면 죽곡면 목사동면
- 주소:곡성읍 학교로 7
- 옥과119안전센터: 옥과면 겸면 오산면 입면
- 입면119지역대: 입면
- 주소:옥과면 리문6길 29
- 곡성소방서119구조대: 곡성군전역
- 주소:곡성읍 학교로 7